# Cluny – La Sorbonne (Métro Paris)

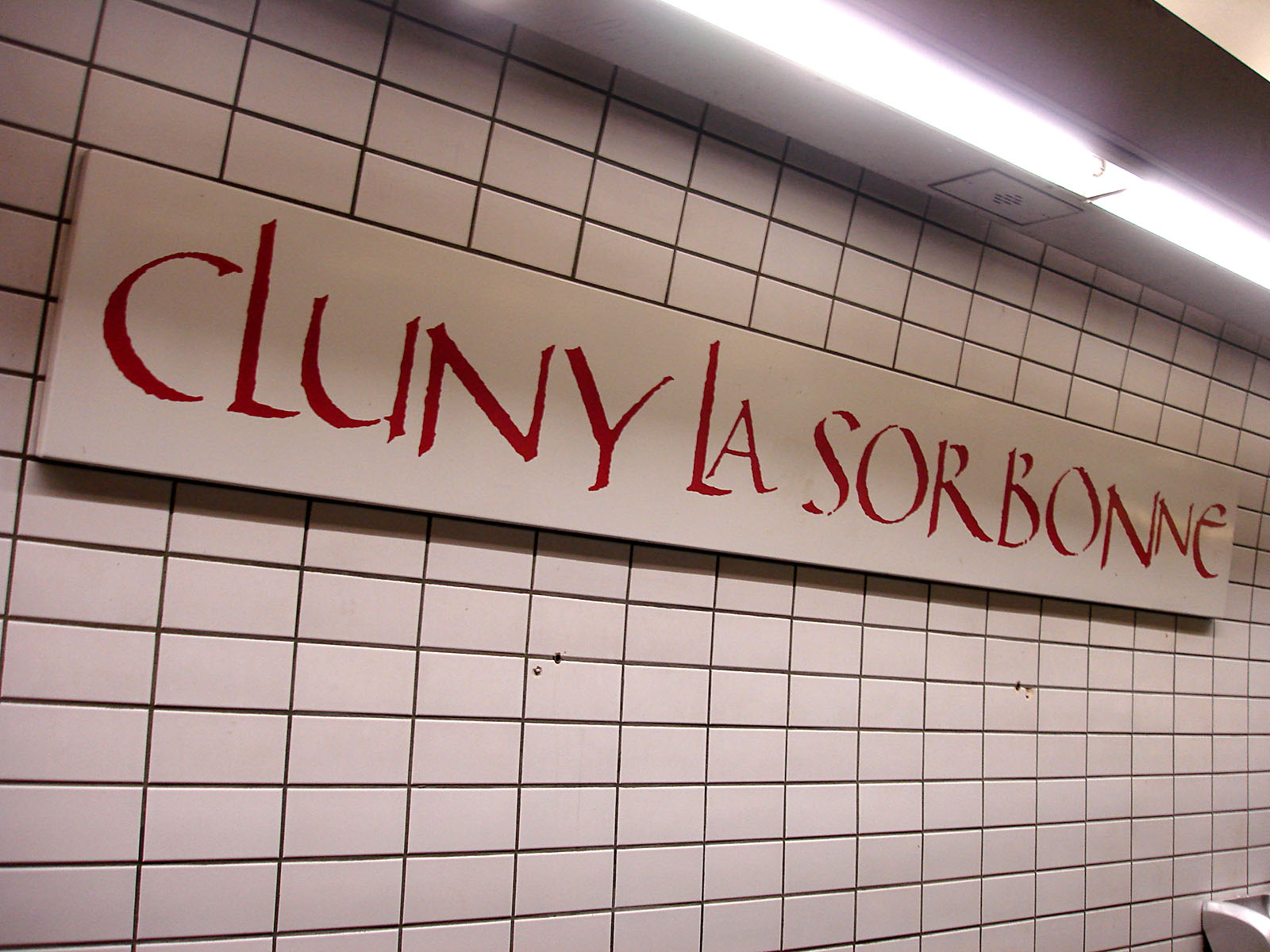
Auf den Stationsschildern fehlt der Bindestrich

Cluny – La Sorbonne [klyni la sɔʁbɔn] ist eine unterirdische Station der Linie 10 der Pariser Métro. Es besteht eine Umsteigemöglichkeit zu den Linien B und C des Réseau Express Régional (RER) am unterirdisch verknüpften Bahnhof Saint-Michel - Notre-Dame.

## Lage
Die Station befindet sich im Quartier de la Sorbonne des 5. Arrondissements von Paris. Sie liegt längs unterhalb des Boulevard Saint-Germain, im zum Quartier Latin gehörenden Abschnitt dieses mehr als drei Kilometer langen Straßenzugs.

## Name
Namengebend ist die Rue de Cluny, wo von 1485 bis 1490 der Palast Hôtel de Cluny entstand. Das zur Abtei Cluny im gleichnamigen Ort gehörende Gebäude diente an der Sorbonne studierenden angehenden Äbten als Unterkunft. Seit 1844 beherbergt es das Museum Musée de Cluny, das (seit 1980 unter der Bezeichnung Musée national du Moyen Âge) Exponate aus dem Mittelalter zeigt.
Die nahegelegene Sorbonne wurde im 13. Jahrhundert als theologische Lehranstalt von Robert de Sorbon gegründet. Der Gebäudekomplex beherbergt derzeit u. a. vier Universitäten.

## Geschichte und Beschreibung

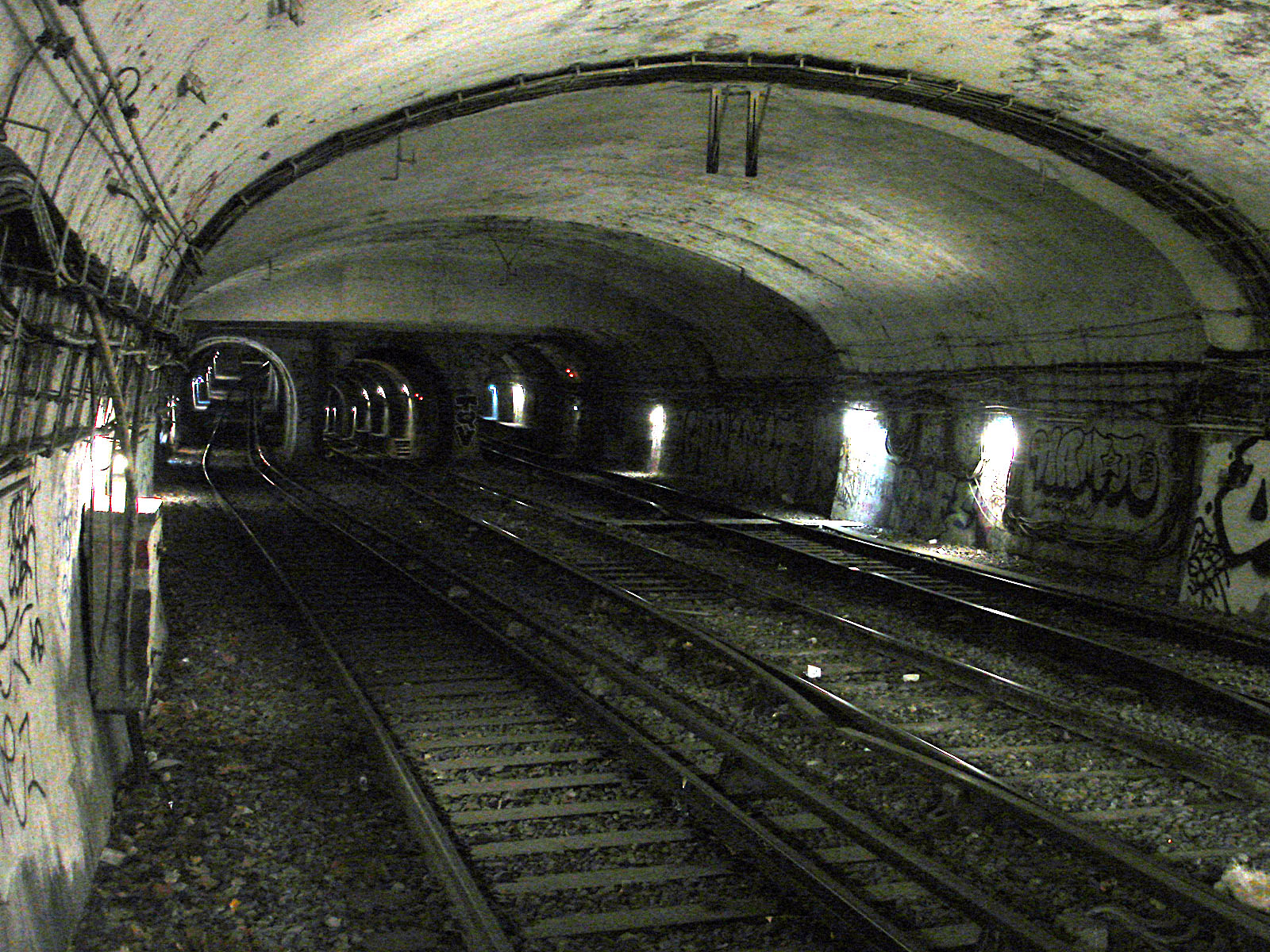
Tunnel in Richtung Odéon, mittig das Betriebsgleis zur Linie 4

Die Station wurde am 15. Februar 1930 mit Eröffnung des Abschnitts von Odéon nach Place d’Italie unter dem Namen „Cluny“ in Betrieb genommen.
Am 2. September 1939 wurde die Station im Rahmen der durch den Beginn des Zweiten Weltkriegs begründeten Einsparungsmaßnahmen geschlossen. Nach dem Krieg verzichtete man wegen der Nähe der Nachbarstationen zunächst auf eine Wiederbenützung.
Nach einer umfangreichen Renovierung wurde die Station, dekoriert mit Mosaiken von Jean René Bazaine, am 15. Dezember 1988 wiedereröffnet. Der Künstler brachte am Deckengewölbe Unterschriften berühmter Studenten der Sorbonne an. Ausschlaggebend für die Wiederinbetriebnahme war die Eröffnung des nahegelegenen Bahnhofs Saint-Michel – Notre-Dame, der von den Linien RER B und C angefahren wird.
Der U-Bahnhof hat einen ellipsenförmigen Querschnitt. Er weist drei Gleise auf, mit je einem Seitenbahnsteig an den Streckengleisen. Das mittlere Gleis ist ohne Bahnsteig, es handelt sich um eine Betriebsstrecke, die von Maubert – Mutualité kommend zur Linie 4 führt. Zum Straßenraum hin existiert an beiden Stationsenden je ein Ausgang.

## Fahrzeuge

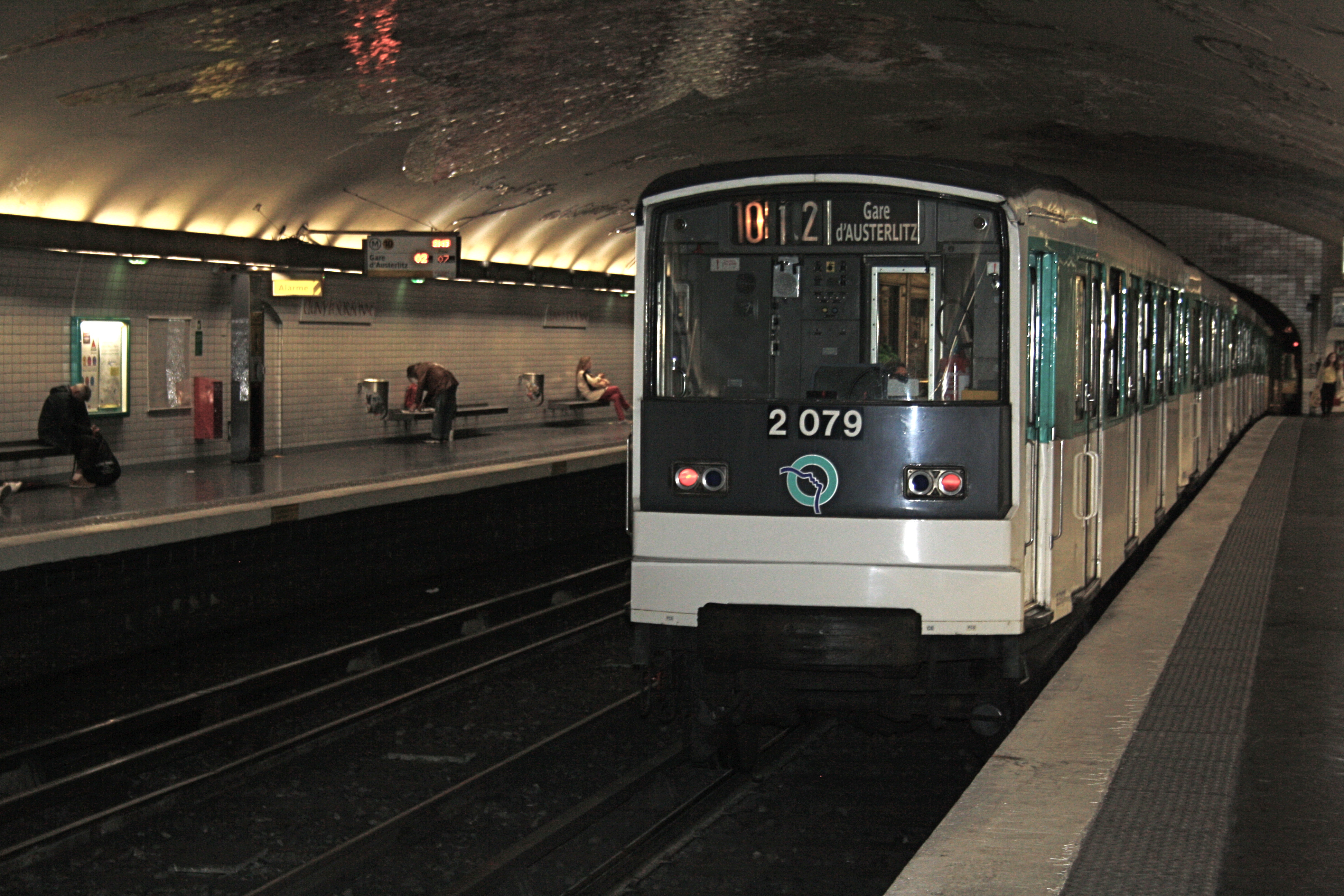
Zug der Baureihe MF 67 in Richtung Boulogne – Pont de Saint-Cloud, das Zielschild am Zugende gilt für die Gegenrichtung

Auf der Linie 10 verkehren konventionelle Züge der Baureihe MF 67. Zwischen 1975 und 1994 liefen Züge der Baureihe MA, davor solche der Bauart Sprague-Thomson.